# Thomson-Houston Electric Company

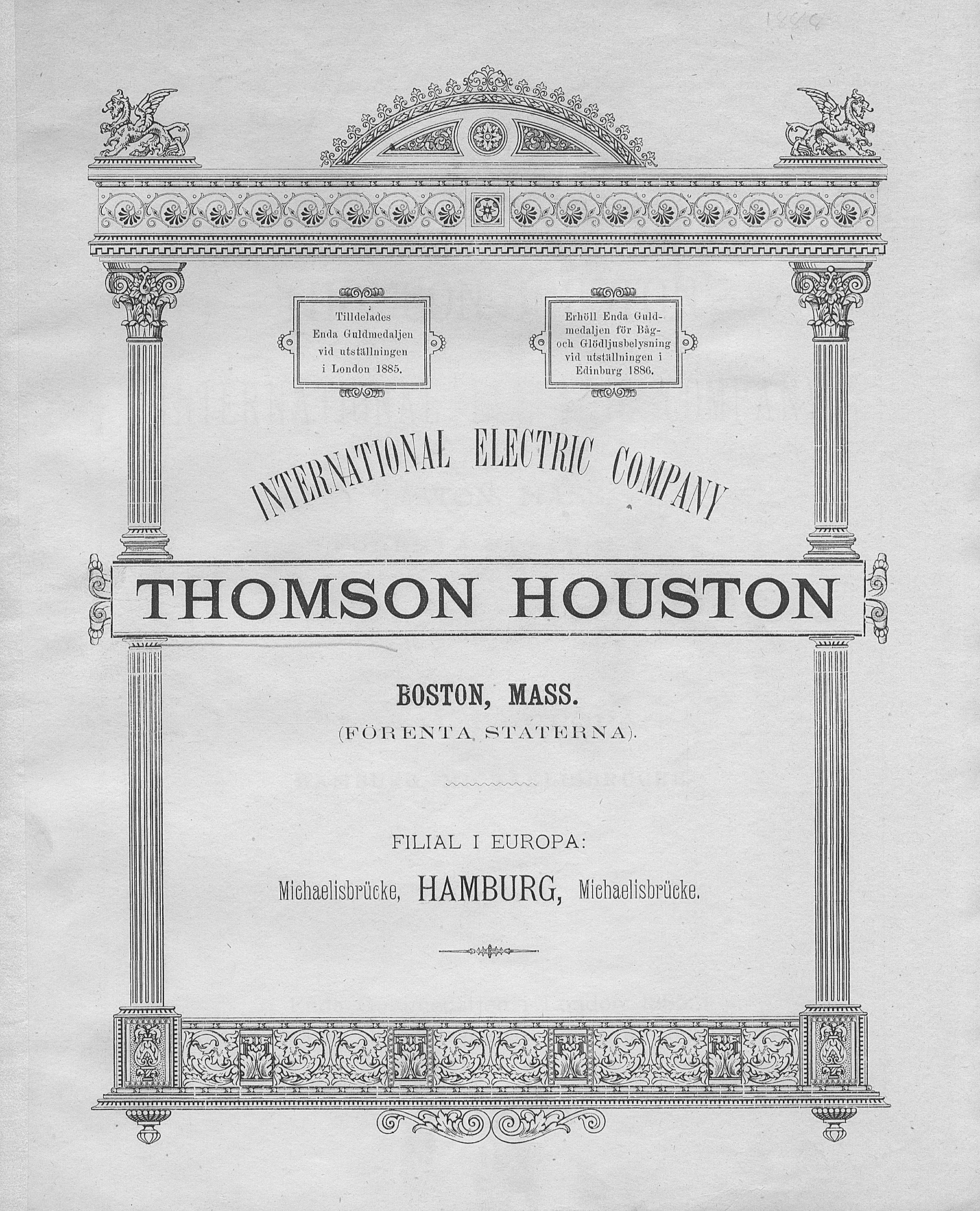
Folleto de la Thomson-Houston Electric Company

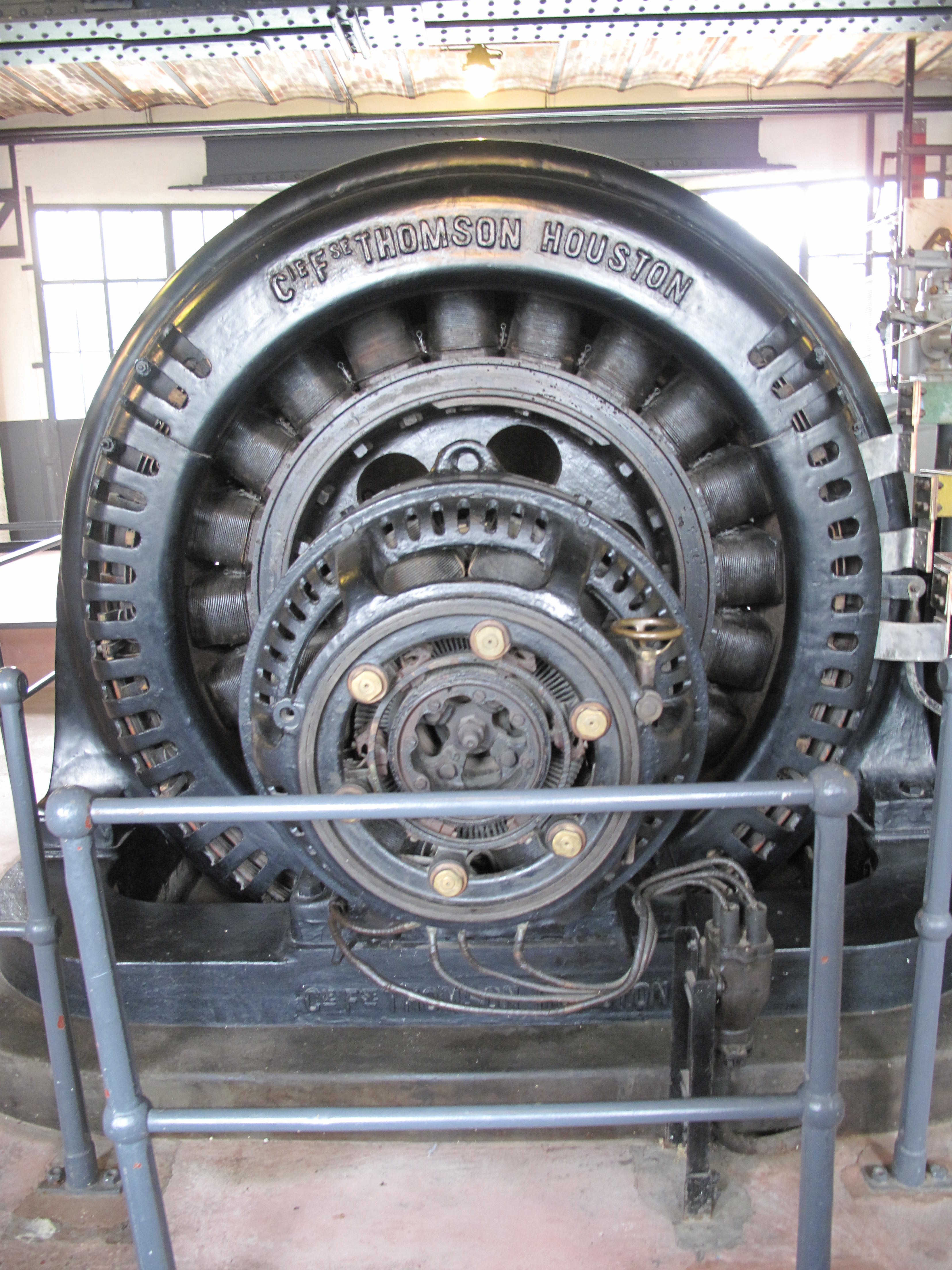
Dinamo construida por Thomson Houston

La Thomson-Houston Electric Company fue una empresa estadounidense dedicada a la fabricación de productos e instalaciones eléctricos. Fundada durante el último cuarto del siglo XIX, fue una de los precursoras de la compañía General Electric. Con el paso del tiempo, la filial francesa de la compañía pasó a formar parte del grupo empresarial Thales, mientras que la filial británica se integraría en Telent plc.

## Historia
La compañía se formó en 1883 en los Estados Unidos, cuando un grupo de inversores de Lynn (Massachusetts), liderados por Charles A. Coffin, compraron la American Electric Company de Elihu Thomson y de Edwin Houston a sus accionistas de New Britain (Connecticut). En ese momento, la empresa trasladó sus operaciones a un nuevo edificio en la avenida Western de Lynn, porque muchos de los inversores eran fabricantes de calzado de la ciudad.
Charles A. Coffin lideró la compañía y organizó sus operaciones de finanzas, publicidad y ventas. Elwin W. Rice se encargó de las instalaciones de fabricación, y Elihu Thomson ideó la Sala de Modelos, que fue un precursor de los laboratorios de investigación industrial. Con su liderazgo, la compañía se convirtió en una empresa con ventas por valor de 10 millones de dólares y 4000 empleados en 1892.
En 1884 se fundó la Thomson-Houston International Company para promover las ventas internacionales.
En 1888, Thomson-Houston suministró a la compañía de transporte Lynn & Boston Street Railway los equipos de generación y propulsión para el Highland Circuit en Lynn, el primer tranvía eléctrico en Massachusetts.
En 1889, Thomson-Houston compró la Brush Company (fundada por Charles Francis Brush), lo que resolvió las disputas de patentes por la lámpara de arco y por la dinamo existentes entre ambas empresas.
Entre 1880 y 1890, la empresa se vio envuelta en la denominada Guerra de las corrientes, un particular conflicto de intereses tecnológicos y económicos que enfrentó a las empresas partidarias de la corriente continua (lideradas por Edison), con las compañías que propugnaban el uso de la corriente alterna (con Westinghouse a la cabeza).
Uno de los resultados indirectos de esta enconada pugna de intereses fue que la Thomson-Houston se fusionase más adelante con la Edison General Electric Company de Schenectady, en una operación para intentar copar el mercado organizada por el financiero J. P. Morgan. El resultado fue la formación de la compañía General Electric en 1892, lo que dejó prácticamente fuera del negocio a los antiguos fundadores. La nueva empresa se instaló en las plantas industriales de Lynn y de Schenectady, que han permanecido hasta el día de hoy como las dos fábricas originales de la empresa.

## Empresas internacionales

### British Thomson-Houston

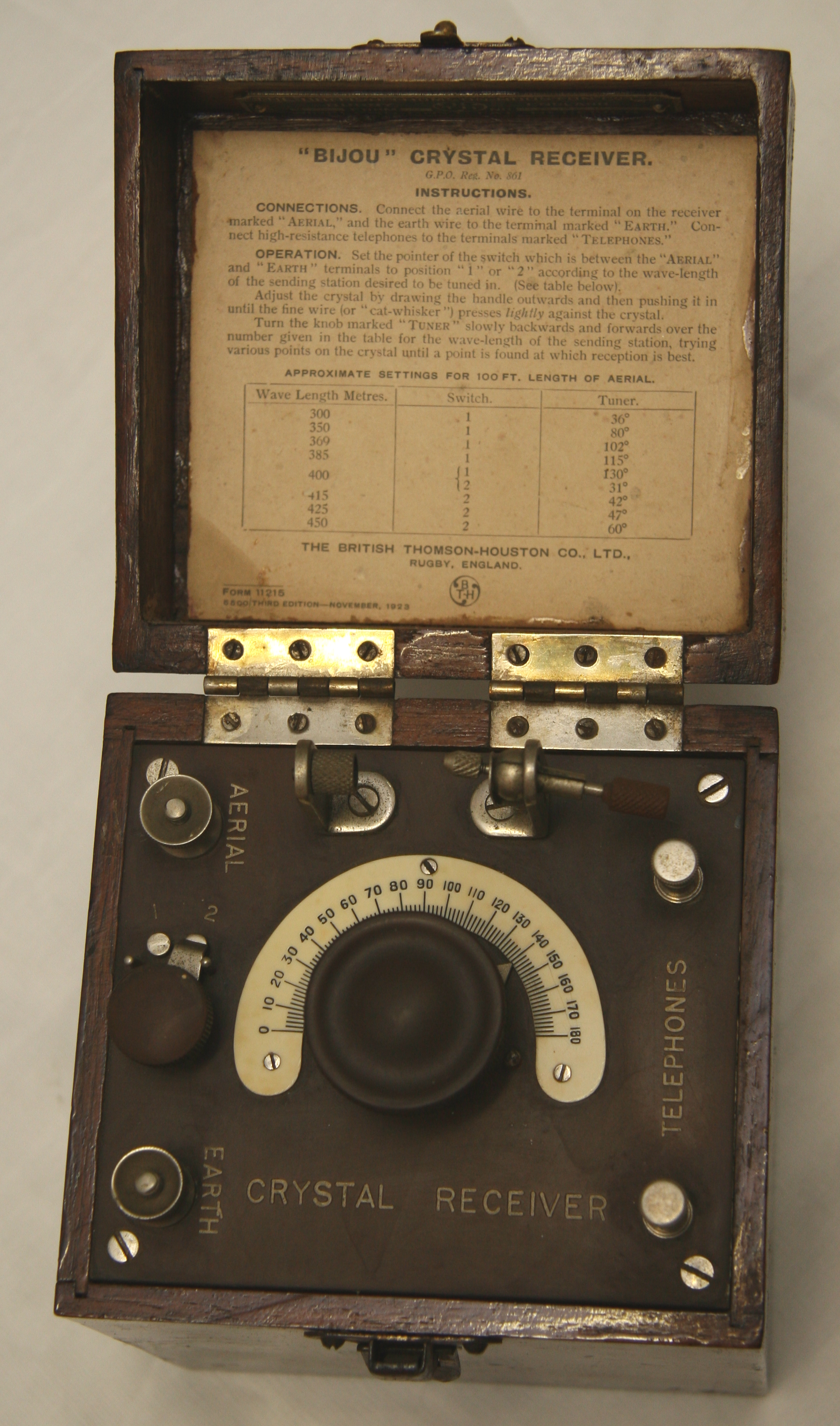
Receptor de cristal "Bijou" manufacturado en 1923 por la "British Thomson-Houston Co., Ltd."

British Thomson-Houston (BTH) se creó como una filial de la General Electric estadounidense en mayo de 1896. Anteriormente se conocía como Laing, Wharton y Down, que se había fundado en 1886.
BTH se convirtió en parte de Associated Electrical Industries (AEI) en 1928, cuando se fusionó con su rival, la Metropolitan-Vickers. Este acuerdo convirtió a AEI en el mayor contratista militar del Imperio británico durante los años 1930 y 1940, por lo que durante Segunda Guerra Mundial AEI sería adquirida por la General Electric Company plc (GEC, General Electric Company, a partir de 1967). GEC se deshizo de sus negocios de defensa en 1999 para convertirse en Marconi plc y 'Marconi Corporation plc, posteriormente Telent plc.

### Compagnie Francaise Thomson-Houston
En 1893 se fundó en París la Compagnie Francaise Thomson-Houston (CFTH), una compañía hermana de GE en los Estados Unidos. Es de esta compañía que evolucionaría el Thomson Group moderno. En 1999 se disolvió para formar Thomson Multimedia y Thomson-CSF (posteriormente Thales Group).